# Droga krajowa nr 25 (Polska)
Droga krajowa nr 25 (DK25) – droga krajowa w Polsce klasy GP oraz klasy G o długości 412 km.
Jest niemal równoległa do drogi krajowej nr 11, którą przecina w dwóch miejscach. Przebiega przez województwa: zachodniopomorskie, pomorskie, kujawsko-pomorskie, wielkopolskie i dolnośląskie. Tory DK11 i DK25 różnią się tym, że „jedenastka” łączy Pomorze Środkowe z aglomeracją katowicką, a DK25 z wrocławską. Tak samo jak wspomniana wyżej DK11 pełni funkcję dowozu w miejsca wypoczynku letniego i może być dla niej trasą alternatywną w razie utrudnień drogowych.
W latach 2000–2010 miała wspólny przebieg z drogą krajową nr 2 i trasą europejską E30 na odcinku Modła Królewska – Konin.
W latach 2021–2023 planowana jest realizacja obwodnic Sępólna Krajeńskiego i Kamienia Krajeńskiego.
Wraz z budową drogi ekspresowej nr 10 na odcinku Bydgoszcz Południe – Emilianowo planowana jest również modernizacja 5,3 km drogi krajowej nr 25 wraz nowymi węzłami Zielona i Brzoza.
Odcinek drogi krajowej nr 25 Konin-Kalisz-Ostrów Wielkopolski znalazł się w Rządowym Programie Budowy Dróg Krajowych do 2030 roku. Został podzielony na trzy części: Konin-Kokanin, Kokanin-Biskupice Ołoboczne (obwodnica Kalisza), Biskupice Ołoboczne-Ostrów Wielkopolski.
Na niektórych mapach i atlasach samochodowych Trasa Bursztynowa w Koninie była oznaczana jako droga ekspresowa S25.

## Klasa drogi
Droga posiada parametry klasy GP na odcinkach:
- Biały Bór – Człuchów – Sępólno – Koronowo – Bydgoszcz – Stryszek – Inowrocław
- Strzelno – Ślesin – Konin – Kalisz – Ostrów Wielkopolski – Antonin

oraz parametry klasy G na odcinkach:
- Bobolice – Biały Bór
- Antonin – Oleśnica[1].

## Historia numeracji
Na przestrzeni lat trasa posiadała różne oznaczenia:
| Numer | Przebieg (odcinek)                                   | Lata obowiązywania | Źródło | Uwagi                             |
| ----- | ---------------------------------------------------- | ------------------ | --- | --------------------------------- |
| 50    | Bobolice – Biały Bór – Człuchów                      | ? – 1986           | - Mapa samochodowa Polski 1:1 000 , Warszawa: Państwowe Przedsiębiorstwo Wydawnictw Kartograficznych, 1962. Brak numerów stron w książce - Samochodowy atlas Polski 1:500 000. Wyd. IX. Warszawa: Państwowe Przedsiębiorstwo Wydawnictw Kartograficznych, 1984. Brak numerów stron w książce |                                   |
| 160   | Człuchów – Sępólno Krajeńskie – Koronowo – Bydgoszcz | ? – 1986           | Samochodowy atlas Polski 1:500 000. Wyd. IX. Warszawa: Państwowe Przedsiębiorstwo Wydawnictw Kartograficznych, 1984. Brak numerów stron w książce |                                   |
| 162   | Bydgoszcz – Inowrocław                               | ? – 1986           | Samochodowy atlas Polski 1:500 000. Wyd. IX. Warszawa: Państwowe Przedsiębiorstwo Wydawnictw Kartograficznych, 1984. Brak numerów stron w książce |                                   |
| 165   | Inowrocław – Strzelno                                | ? – 1986           | Samochodowy atlas Polski 1:500 000. Wyd. IX. Warszawa: Państwowe Przedsiębiorstwo Wydawnictw Kartograficznych, 1984. Brak numerów stron w książce |                                   |
| 144   | Strzelno – Ślesin – Konin – Rychwał – Kalisz         | ? – 1986           | Samochodowy atlas Polski 1:500 000. Wyd. IX. Warszawa: Państwowe Przedsiębiorstwo Wydawnictw Kartograficznych, 1984. Brak numerów stron w książce |                                   |
| 39    | Kalisz – Ostrów Wielkopolski                         | ? – 1986           | Samochodowy atlas Polski 1:500 000. Wyd. IX. Warszawa: Państwowe Przedsiębiorstwo Wydawnictw Kartograficznych, 1984. Brak numerów stron w książce |                                   |
| 37    | Ostrów Wielkopolski – Antonin                        | ? – 1986           | Samochodowy atlas Polski 1:500 000. Wyd. IX. Warszawa: Państwowe Przedsiębiorstwo Wydawnictw Kartograficznych, 1984. Brak numerów stron w książce |                                   |
| ?     | Antonin – Międzybórz – Oleśnica                      | ? – 1986           | Samochodowy atlas Polski 1:500 000. Wyd. IX. Warszawa: Państwowe Przedsiębiorstwo Wydawnictw Kartograficznych, 1984. Brak numerów stron w książce | nieznane oznaczenie przed 1986 r. |

## Dopuszczalny nacisk na oś
Od 13 marca 2021 roku na całej długości drogi dozwolony jest ruch pojazdów o nacisku pojedynczej osi napędowej do 11,5 tony.

### Do 13 marca 2021
Wcześniej na drodze krajowej nr 25 obowiązywały ograniczenia dotyczące dopuszczalnego nacisku pojedynczej osi:
| Znak | Dopuszczalny nacisk | Lata obowiązywania | Odcinek |
| ---- | ------------------- | ------------------ | --- |
| DK25 | do 10 ton           | 2005–2010          | - Bobolice – Człuchów – Koronowo – Bydgoszcz – Inowrocław – Strzelno – Konin – Rychwał - Ostrów Wlkp. – Antonin |
| DK25 | do 10 ton           | 2010–2012          | - Bobolice 11 – Biały Bór – Człuchów – Sępólno Krajeńskie – Koronowo – Bydgoszcz – Inowrocław – Strzelno – Ślesin – Konin – Rychwał 443 - Ostrów Wielkopolski 11 – Antonin 11                                                  |
| DK25 | do 10 ton           | 2012–2015          | Bobolice 11 – Biały Bór – Człuchów – Sępólno Krajeńskie – Koronowo – Bydgoszcz – Inowrocław – Strzelno – Ślesin – Konin – Kalisz – Ostrów Wielkopolski – Antonin 11                                                            |
| DK25 | do 10 ton           | 2015–2017          | - Bobolice 11 – Biały Bór – Człuchów – Sępólno Krajeńskie – Koronowo – Bydgoszcz (5, al. Jana Pawła II) - 10 (węzeł „Bydgoszcz Południe”) – Inowrocław – Strzelno – Ślesin – Konin – Kalisz – Ostrów Wielkopolski – Antonin 11 |
| DK25 | do 10 ton           | 2017–2021          | - Bobolice 11 – Biały Bór – Człuchów – Sępólno Krajeńskie – Koronowo – Bydgoszcz (5, al. Jana Pawła II) - 10 (węzeł „Bydgoszcz Południe”) – Inowrocław – Strzelno – Ślesin – Konin 92 - Konin 92 – 2 (węzeł „Modła”)           |
| DK25 | do 8 ton            | 2012–2017          | Antonin 11 – Oleśnica (8, węzeł „Oleśnica Północ”) |
| DK25 | do 8 ton            | 2017–2021          | Antonin 11 – Międzybórz – Oleśnica (8, węzeł „Oleśnica Północ”) |

## Ważniejsze miejscowości leżące na trasie DK25
- Bobolice (DK11)
- Biały Bór (DK20)
- Człuchów (DK22) - planowana obwodnica
- Kamień Krajeński – planowana obwodnica
- Sępólno Krajeńskie – planowana obwodnica
- Koronowo (DK56) – obwodnica
- Bydgoszcz (DK80) – obwodnica (wspólny przebieg z drogą ekspresową S5 i S10)
- Inowrocław (DK15) – obwodnica, powstała w 2 etapach (I Etap – obejście wschodnie powstałe w l. 2014–2017; II Etap – obejście północne, otwarte 30 października 2019)
- Strzelno (DK15, DK62) – obwodnica planowana
- Ślesin – obwodnica
- Konin (DK92) – częściowa obwodnica (Trasa Bursztynowa) otwarta 15.12.2007. II etap planowany
- Rychwał
- Stawiszyn – obwodnica
- Kalisz (DK12) – obwodnica śródmieścia, planowana zewnętrzna[17][18]
- Nowe Skalmierzyce – obwodnica
- Ostrów Wielkopolski (DK11) – obwodnica (I odcinek; wspólny przebieg z drogą S11 na drugim odcinku)
- Międzybórz

## Galeria

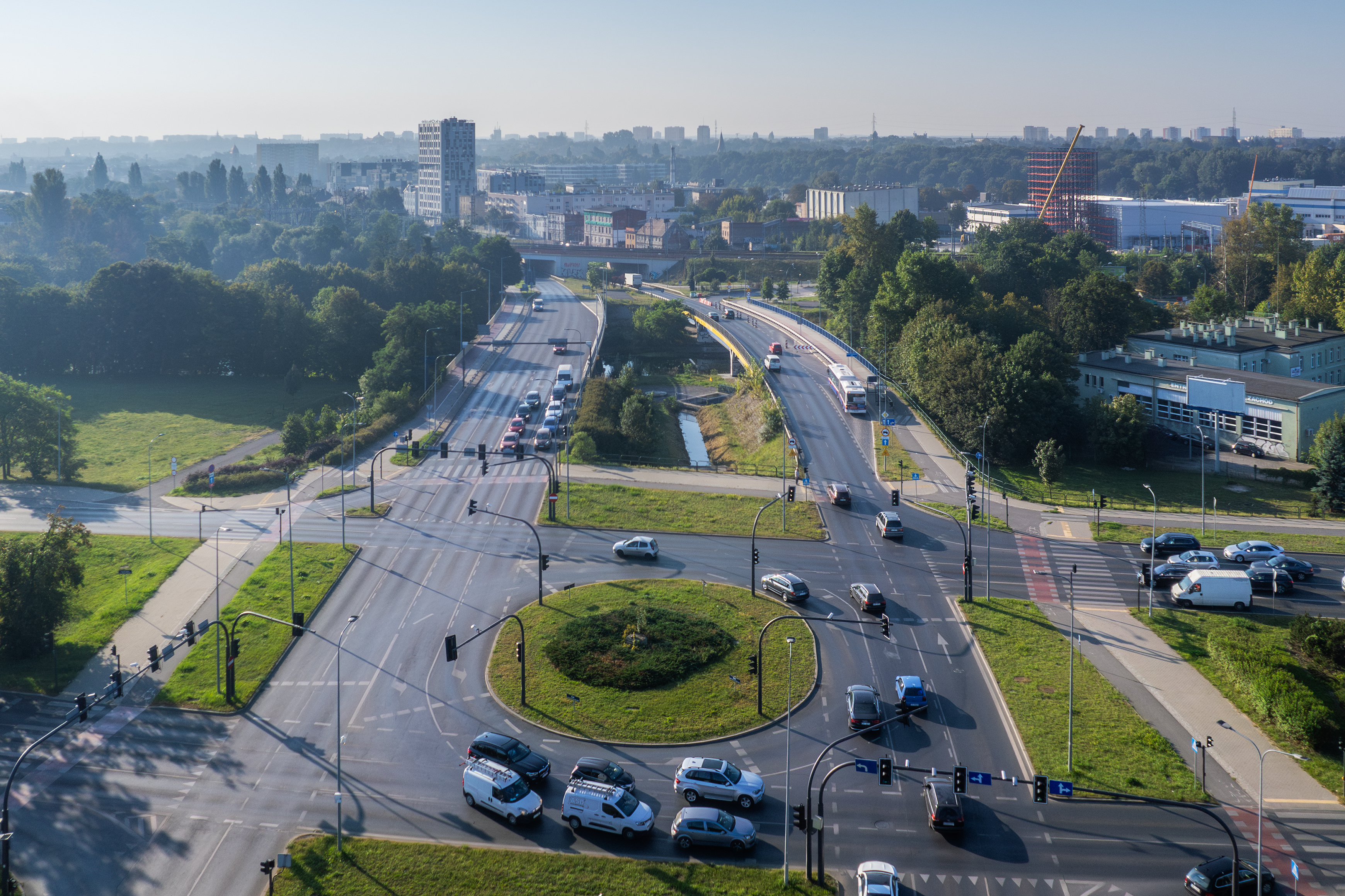
Węzeł Zachodni w Bydgoszczy
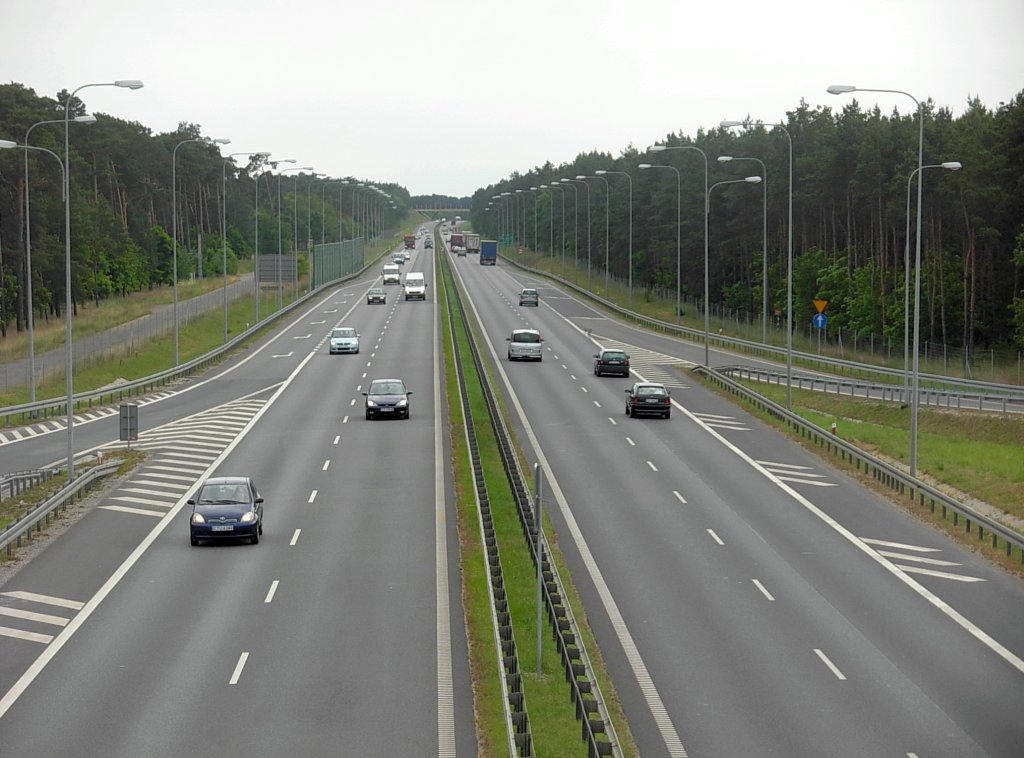
Odcinek wspólny z DK5 Bydgoszcz-Stryszek o parametrach drogi ekspresowej
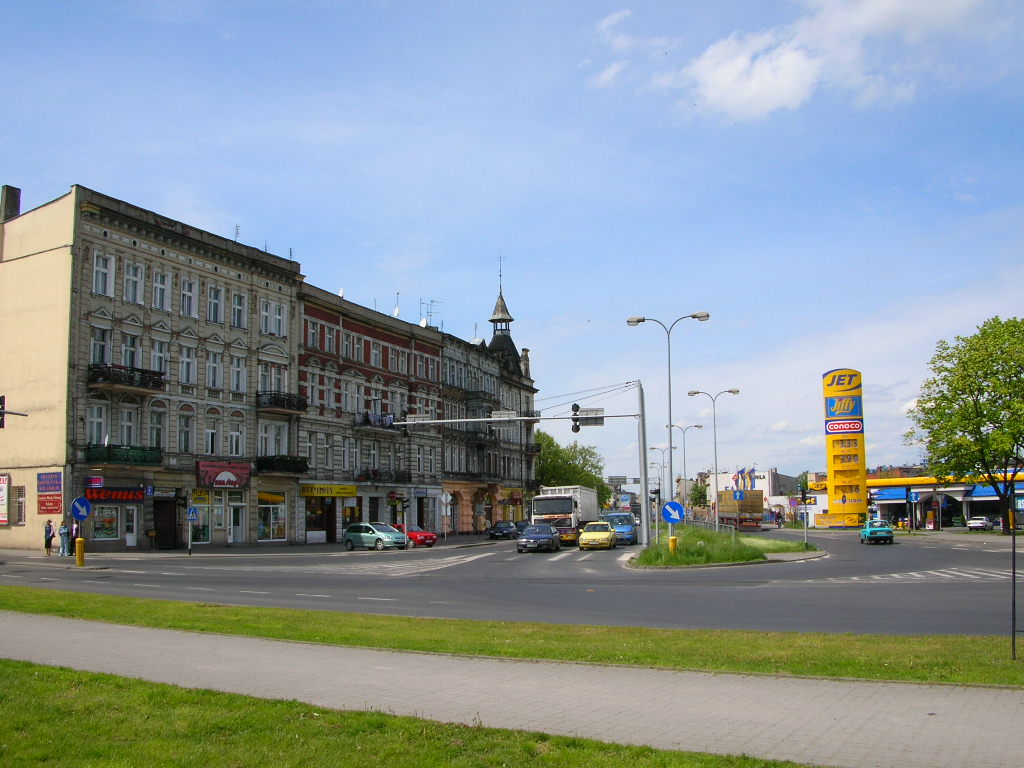
DK25 w Inowrocławiu
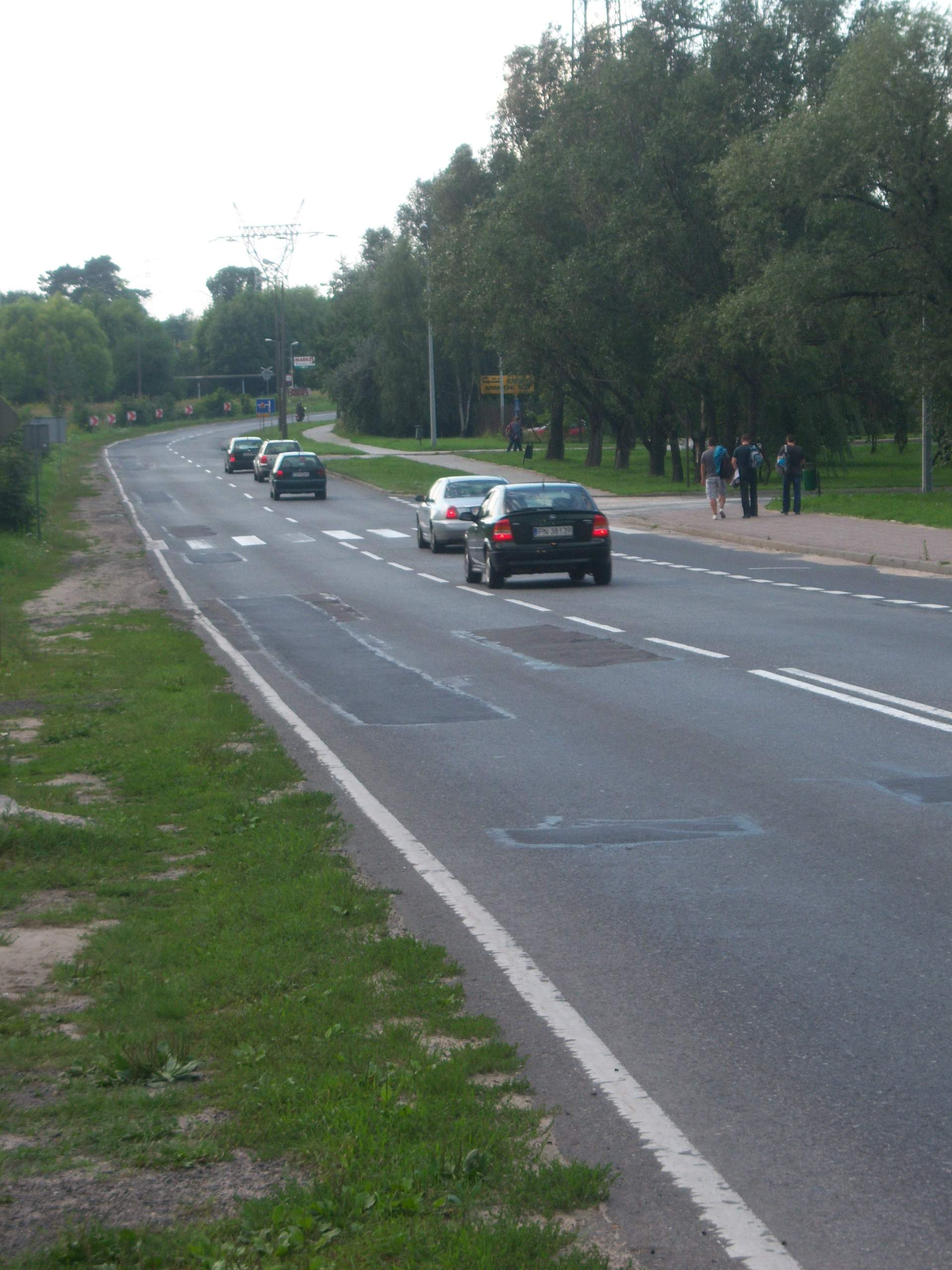
DK25 w Koninie
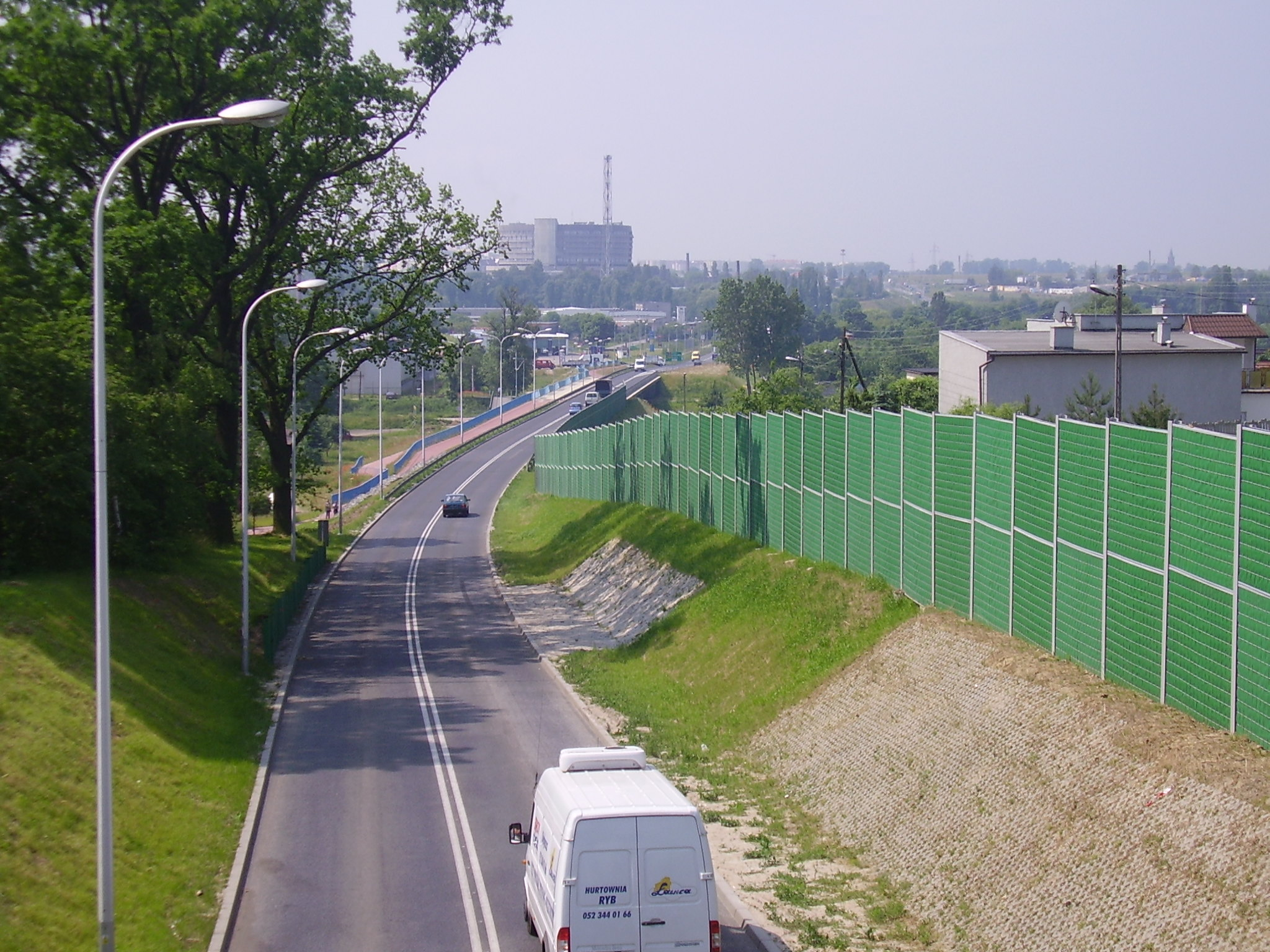
DK25 w Kaliszu
Schemat węzła autostradowego Modła
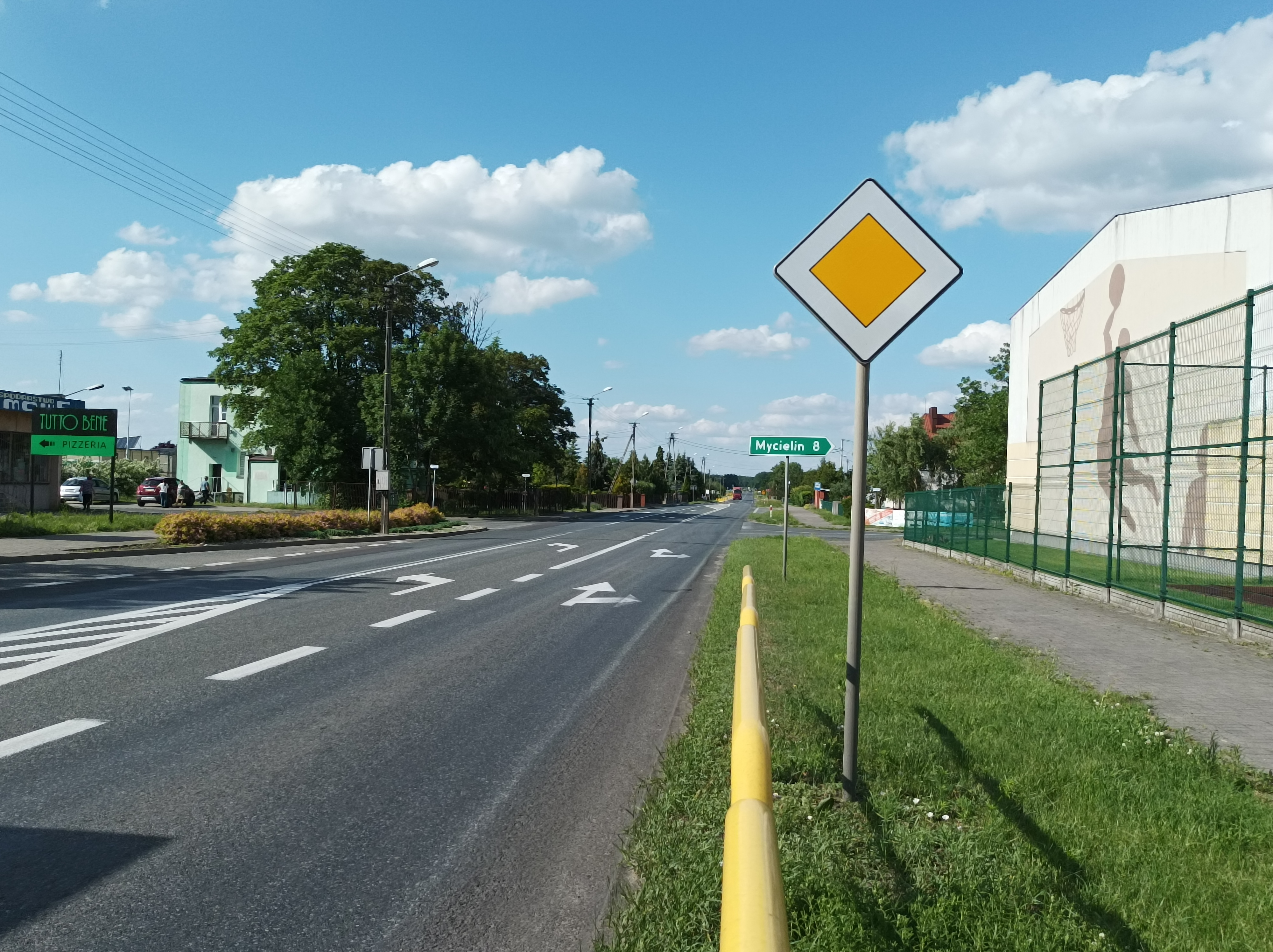
DK 25 w Zbiersku